# 稻荷台
稻荷台（日语：／ Inaridai */?）是東京都板橋區的町名，為未設丁番的單獨町名。已實施住居表示。

## 地理
位於板橋區東部。北鄰北區西丘，東接北區十條仲原，西南連加賀，南通仲宿，西臨本町，西北接清水町。南邊有石神井川流經，北邊有東京都道318號環狀七號線（環七通）通過。町內主要為住宅地、學校。

### 河川
- 稻付川（日语：稲付川）（暗渠）

### 地價
依據2014年（平成26年）1月1日的公告地價，稻荷台4-4的住宅地價為33萬5000日圓/m2。

## 歷史
1970年（昭和45年）實施住居表示。

### 地名由來
源自於加賀小學校旁日暮里山公園的稻荷。稻荷現移至雙葉町的根村冰川神社，秋祭時會回到稻荷台。

### 史跡
- 稻荷台遺跡（日语：稲荷台遺跡 (板橋区)）：出土的初期繩文式土器稱作稻荷台式土器。目前僅有紀念碑。
- 小火車道跡（トロッコ道跡）：加賀中學校至環七通的直線道路在過去稱作小火車道（トロッコ道）。是舊陸軍王子、赤羽兵器廠（日语：東京兵器補給廠）内的小火車（トロッコ）路線。

## 交通

### 鐵道
町內未設車站，可利用以下路線。
- 東京都交通局
  - 都營地下鐵三田線：板橋本町站（本町與大和町）
- 東日本旅客鐵道（JR東日本）
  - 埼京線（赤羽線）：十條站（北區上十條一丁目與二丁目）

### 巴士
- 國際興業巴士（日语：国際興業バス）、關東巴士（共同運行）
  - 稻荷台、姥橋
    - 赤31：往赤羽站東口、往高圓寺站北口
- 都營巴士
  - 稻荷台、姥橋
    - 王78：往王子站、行經高圓寺陸橋往新宿站西口
- 國際興業巴士（日语：国際興業バス）
  - 稻荷台
    - 王54：往王子站、往上板橋站

  - 姥橋
    - 王54：往王子站、往上板橋站
    - 赤50：往赤羽站西口、行經十條站往王子站

### 道路
- 東京都道318號環狀七號線（環七通）

## 設施
- 帝京中學校及高等學校
- 板橋區立加賀小學校（日语：板橋区立加賀小学校）

## 備註
1. ↑  .   [2014-09-14]. （原始内容存档于2014-09-14）.
2. ↑  板橋区教育委員会『いたばしの地名』，1995年3月，P127。
3. ↑  .   [2014-09-14]. （原始内容存档于2014-10-06）.

## 外部連結
- 板橋區官方網站 （页面存档备份，存于）